# Lost Cause
Lost Cause è un singolo della cantante statunitense Billie Eilish, pubblicato il 2 giugno 2021 come quarto estratto dal secondo album in studio Happier than Ever.

## Descrizione
Lost Cause è stato descritto come un brano Boom Bap, hip hop e trip hop influenzato dal jazz, contenente una strumentale in chitarra riverberata e una parte di testo che richiama il suo singolo del 2019 Bad Guy.

## Video musicale
Il video musicale, diretto dalla stessa artista, è stato reso disponibile in contemporanea con l'uscita del singolo attraverso il canale YouTube della cantante.

## Tracce
1. Lost Cause – 3:32

## Classifiche
| Classifica (2021) | Posizione massima |
| ----------------- | ----------------- |
| Australia         | 18                |
| Austria           | 24                |
| Canada            | 16                |
| Croazia           | 65                |
| Danimarca         | 35                |
| Francia           | 99                |
| Germania          | 45                |
| Grecia            | 15                |
| Irlanda           | 9                 |
| Islanda           | 36                |
| Italia            | 88                |
| Lituania          | 12                |
| Norvegia          | 23                |
| Nuova Zelanda     | 15                |
| Paesi Bassi       | 48                |
| Portogallo        | 22                |
| Regno Unito       | 14                |
| Repubblica Ceca   | 36                |
| Singapore         | 18                |
| Slovacchia        | 22                |
| Spagna            | 99                |
| Stati Uniti       | 27                |
| Svezia            | 25                |
| Svizzera          | 17                |
| Ungheria          | 29                |